# Charles Wakefield Cadman
Pour les articles homonymes, voir Wakefield et Cadman.
Charles Wakefield Cadman, né le 24 décembre 1881 à Johnstown et mot le 30 décembre 1946 à Los Angeles, est un compositeur américain.

## Biographie
L'éducation musicale de Cadman, contrairement à celle de la plupart de ses contemporains américain, s'est entièrement passée aux États-Unis. Né à Johnstown, Pennsylvania, il commence le piano à 13 ans. Il part ensuite près de Pittsburgh étudier l’harmonie, la théorie et l'orchestration avec Luigi von Kunits (en) et Emil Paur, puis avec le chef d'orchestre du Pittsburgh Symphony Orchestra. Il est nommé membre honoraire de la fraternité musicale Phi Mu Alpha Sinfonia (en) en 1915.
En 1908 Cadman est nommé éditeur musical et critique du Pittsburgh Dispatch (en). Il a été grandement influencé par la musique amérindienne et il est parti au Nebraska faire des enregistrements sur cylindres phonographiques de mélodies tribales pour la Smithsonian Institution. Il a vécu avec les tribus Omahas et Winnebagos dans leurs réserves, apprenant à jouer de leurs instruments. Il a utilisé des éléments de musique traditionnelle dans ses compositions de musique romantique du XIXe siècle.
Ayant publié plusieurs articles sur la musique amérindienne, Cadman était considéré comme un des plus grands experts sur ce sujet. Il a fait plusieurs tournées aux États-Unis et en Europe donnant ses alors célèbres Indian talk. Mais son implication dans le soi-disant mouvement indianiste dans la musique américaine a contribué à créer des critiques empêchant de juger ses œuvres selon leur propre mérite.
Les premières compositions de Cadman rencontrent peu de succès, jusqu'à ce que la célèbre soprano Lillian Nordica chante From the Land of the Sky-Blue Water (en), une musique avec des influences indiennes. Une autre chanson de ce genre devenue connue dans les années 1920, est At Dawning.
Cadman déménage à Los Angeles. Il aide à la création de l'Orchestre du Hollywood Bowl et y joue parfois comme soliste. Il compose les partitions de plusieurs musiques de films dont The Sky Hawk, Captain of the Guard, Women Everywhere et Harmony at Home. Il était considéré avec Dimitri Tiomkin, comme un des meilleurs compositeur de films d'Hollywood.
Mais Cadman était avant tout un compositeur sérieux qui a écrit dans tous les genres. Ses œuvres de musique de chambre sont souvent considérées comme ses meilleures. Il a introduit le ragtime dans la musique classique, précédant Gershwin, Stravinsky et Milhaud. Son trio pour piano op. 56, composé en 1913, attire l'attention de la critique et reçoit des éloges pour ses innovations.
Le Pageant of Colorado, une reconstitution historique avec une musique composée par Cadman, est produit à Denver, Colorado en mai 1927 sous la direction du dramaturge et auteur dramatique Percy Jewett Burrell (en), un collègue de fraternité de Cadman.
Son opéra The Sunset Trail (1922) fait partie du répertoire de tournée de l’American Opera Company (en) de Vladimir Rosing (en). Il a également composé la musique de Da O Ma, un opéra basé sur les traditions de l'Omaha, avec un livret écrit par Nelle Eberhart et Francis La Flesche.

## Œuvres

### Opéras et opérettes
- The Land of the Misty Waters ou Da O Ma (1912)
- Shanewis ou The Robin Woman (en) (1918)
- The Garden of Mystery (1925, d'après Rappaccini's Daughter)
- The Ghost of Lollypop Bay (1926)
- Lelawala (1926)
- A Witch of Salem (1926)
- The Belle of Havana (1928)
- South of Sonora (1932)
- The Willow Tree, Opéra radiophonique (1932)
- Ramala, remaniement de The Land of the Misty Waters (non joué)

### Chansons amérindiennes
- Four American Indian Songs, op. 57 ; paroles de Nelle Richmond Eberhart ; édité par White-Smith Music publishing company 1914

1. The Place of Breaking Light
2. From the Long Room of the Sea
3. Ho, Ye Warriors on the Warpath
4. The Thunderbirds Come from the Cedars

- The Doe-Skinned Blanket ; paroles de Cecil Fanning ; édité par Edwin H. Morris, 1919
- From the Land of the Sky-Blue Water (en), paroles de Nelle Richmond Eberhart ; édité par White-Smith Music Publishing Co., 1909[3]
- Her Shadow (Ojibway Canoe Song); words by Frederick R. Burton ; édité par ’Edwin H. Morris, 1918
- He Who Moves in the Dew ; paroles de Nelle Richmond Eberhart ; édité par ’Edwin H. Morris, 1916
- I Found Him on the Mesa ; paroles de Nelle Richmond Eberhart ; édité par ’Edwin H. Morris, 1913
- The New Trail (Indian Duet) ; paroles de Nelle Richmond Eberhart ; édité par ’Edwin H. Morris, 1928

### Autres mélodies
Il a composé 300 mélodies dont :
- At Dawning
- It Is Morning Again (auteur inconnu) ; édité par G. Schirmer
- Joy (auteur inconnu) ; édité par G. Schirmer
- The Moon Behind the Cottonwood (auteur inconnu) ; édité par G. Schirmer
- A Moonlight Song (auteur inconnu) ; édité par G. Schirmer
- Sayonara
- Welcome! Sweet Wind (auteur inconnu) ; édité par G. Schirmer
- The Willow Wind

### Orchestre
- Thunderbird Suite (1914)
- The Feather of the Dawn (1923)
- To a Vanishing Race (1925)
- Oriental Rhapsody (1929)
- Dark Dancers of Mardi Gras (1933)
- Trail Pictures Suite (1934)
- American Suite (1936)
- Suite on American Folksongs (1937)
- Pennsylvania Symphony en mi mineur (1939)
- Aurora Borealis (1944)

### Concertos
- A Mad Empress Remembers pour violoncelle et orchestre (1944)

### Musique de chambre
- Quatuor à cordes (1917)
- To a Vanishing Race pour quatuor à cordes et contrebasse (publié en 1917)
- Trio pour piano en ré majeur, op. 56 (1913)
- Sonate pour violon et piano (1937)
- Quintette pour piano en sol mineur (1937)
- A Mad Empress Remembers pour violoncelle et piano (1944)

### Orgue
- Meditation en ré bémol majeur (1904)[4]
- Legend en fa majeur, op. 30 no 1 (1906)[5]
- Caprice en sol majeur, op. 30 no 2 (1906)[6]

### Musique de film
- The Sky Hawk (1929) réalisé par John G. Blystone.